# العلاقات الصينية اللاتفية
العلاقات الصينية اللاتفية هي العلاقات الثنائية التي تجمع بين الصين ولاتفيا.

## مقارنة بين البلدين
هذه مقارنة عامة ومرجعية للدولتين:
| وجه المقارنة                                              | الصين                    | لاتفيا                                             |
| --------------------------------------------------------- | ------------------------ | -------------------------------------------------- |
| المساحة (كم2)                                             | 9.60 مليون               | 64.59 ألف                                          |
| عدد السكان (نسمة)                                         | 1.33 مليار               | 1.93 مليون                                         |
| الكثافة السكانية (ن./كم²)                                 | 138.54                   | 29.88                                              |
| العاصمة                                                   | بكين                     | ريغا                                               |
| اللغة الرسمية                                             | اللغة الصينية القياسية   | اللغة اللاتفية                                     |
| العملة                                                    | رنمينبي                  | يورو، لاتس لاتفي، الروبل اللاتفي ‏، الروبل اللاتفي ‏ |
| الناتج المحلي الإجمالي (بليون دولار)                      | 12.24 تريليون            | 30.26 مليار                                        |
| الناتج المحلي الإجمالي (تعادل القوة الشرائية) بليون دولار | 19.82 تريليون            | 49.24 مليار                                        |
| الناتج المحلي الإجمالي الاسمي للفرد دولار أمريكي          | 8.03 ألف                 | 14.06 ألف                                          |
| الناتج المحلي الإجمالي للفرد دولار أمريكي                 | 13.21 ألف                | 23.55 ألف                                          |
| مؤشر التنمية البشرية                                      | 0.728                    | 0.819                                              |
| رمز المكالمات الدولي                                      | +86                      | +371                                               |
| رمز الإنترنت                                              | .cn، .中国 ‏، .中國 ‏      | .lv                                                |
| المنطقة الزمنية                                           | توقيت الصين، ت ع م+08:00 | ت ع م+02:00، ت ع م+03:00، أوروبا/ريغا ‏             |

## مدن متوأمة
في ما يلي قائمة باتفاقيات التوأمة بين مدن صينية ولاتفية:
- ترتبط هاربن مع داوغافبيلس باتفاقية توأمة منذ 9 سبتمبر 2016.[15][16][17][18]
- ترتبط بكين مع ريغا باتفاقية توأمة منذ 14 مارس 1979.
- ترتبط سوجو مع ريغا باتفاقية توأمة منذ 14 يونيو 2005.
- ترتبط Xinying ‏ مع يلغافا باتفاقية توأمة منذ 2000.

## منظمات دولية مشتركة
يشترك البلدان في عضوية مجموعة من المنظمات الدولية، منها:
| علم المنظمة | اسم المنظمة                               | تاريخ انضمام الصين | تاريخ انضمام لاتفيا |
| ----------- | ----------------------------------------- | ------------------ | ------------------- |
|             | مؤسسة التنمية الدولية                     | 24 سبتمبر 1960     | 11 أغسطس 1992       |
|             | يونسكو                                    | 4 نوفمبر 1946      | 9 يوليو 1951        |
|             | وكالة ضمان الاستثمار متعدد الأطراف        | 30 أبريل 1988      | 21 أغسطس 1998       |
|             | الأمم المتحدة                             | 25 أكتوبر 1971     | 17 سبتمبر 1991      |
|             | الفريق المعني برصد الأرض                  | ?                  | ?                   |
|             | الاتحاد البريدي العالمي                   | ?                  | ?                   |
|             | البنك الدولي للإنشاء والتعمير             | 27 ديسمبر 1945     | 11 أغسطس 1992       |
|             | المنظمة الهيدروغرافية الدولية             | ?                  | ?                   |
|             | الاتحاد الدولي للاتصالات                  | 1 سبتمبر 1920      | 11 ديسمبر 1921      |
|             | منظمة حظر الأسلحة الكيميائية              | ?                  | ?                   |
|             | مؤسسة التمويل الدولية                     | 15 يناير 1969      | 29 سبتمبر 1993      |
|             | المركز الدولي لتسوية المنازعات الاستشارية | 6 فبراير 1993      | 7 سبتمبر 1997       |
|             | منظمة التجارة العالمية                    | 11 ديسمبر 2001     | 1999                |
|             | مجموعة الموردين النوويين                  | ?                  | ?                   |
|             | منظمة الشرطة الجنائية الدولية             | ?                  | ?                   |

## وصلات خارجية
- موقع وزارة الخارجية الصينية
- موقع وزارة الخارجية اللاتفية